# Prins Edwardeiland (Zuid-Afrika)
Prins Edwardeiland is een vulkanisch eilandje in de Indische Oceaan dat samen met buureilandje Marioneiland – dat 19 kilometer zuidelijker ligt – het eilandengroepje Prins Edwardeilanden vormt. Deze twee Zuid-Afrikaanse eilanden liggen zo'n 2300 kilometer ten zuidoosten van Kaap de Goede Hoop. Met een oppervlakte van 45 vierkante kilometer is Prins Edwardeiland het kleinste van de twee. 
Op 4 maart 1663 werd het eiland ontdekt door de Nederlandse zeevaarder Barend Barendszoon Lam, die het "Dina" noemde. Echter, deze bepaalde de positie van het eiland niet correct, zodat het op 13 januari 1772 “opnieuw” werd ontdekt door Fransman Marc-Joseph Marion du Fresne. In december 1776 zag ook James Cook de eilandengroep en vernoemde deze naar Prins Eduard, de vierde zoon van koning George III. In 1947 annexeerde Zuid-Afrika het eiland.
Prins Edwardeiland wordt wel in verband gebracht met het Vela-incident.